# Kandi Technologies
Kandi Technologies Group, Inc., también llamada Kandi, es una empresa de fabricación de automóviles con sede en Jinhua, China. Su actividad principal es el diseño, desarrollo, producción y venta de vehículos eléctricos, vehículos todo terreno y karts.
Kandi cotiza en la bolsa de valores NASDAQ con la clave de KNDI.

## Historia
En julio de 2012 Kandi Technologies firman un acuerdo de cooperación estratégico con la ciudad de Hangzhou para suministrar 20,000 vehículos eléctricos para el programa de arrendamiento pilo de autos eléctricos.
En febrero de 2013, Kandi y Shanghái arce anunciaron el establecimiento de una empresa conjunta 50:50 vehículo eléctrico, Zhejiang Kandi Electric Vehicles invierten, con un capital inicial registrada de 1 mil millones de yuanes (US $ 160 millones). La empresa conjunta está prevista para centrarse en la investigación y desarrollo, producción, comercialización y venta de vehículos eléctricos en la parte continental de China. El acuerdo de empresa conjunta se firmó el 22 de marzo de 2013. 
El Sr. Shufu Li, presidente de Geely Auto será designado para ser el primer presidente de la empresa de riesgo compartido y el Sr. Xiaoming Hu, Presidente y CEO de Kandi serán designados para ser primer director general.
El concepto público de préstamo de vehículos eléctricos de Kandi se basa en el Sistema de bicicletas compartidas de Hangzhou, el mayor sistema de bicicletas compartidas en el mundo y el primero de este tipo en China. El sistema de bicicletas compartidas se ha extendido desde Hangzhou a 19 ciudades chinas como Shanghái y Beijing.
El plan de Kandi es construir con el apoyo gubernamental y del "exterior", 750 de estos garajes sólo la ciudad de Hangzhou en los próximos cuatro años a través de una empresa conjunta 50-50 con Geely Automotive, el mayor fabricante de automóviles de pasajeros de China, lo que requeriría mantener unos 100.000 vehículos eléctricos Kandi en stock. Este modelo está programado para extenderse a otras regiones y ciudades como Shanghái, Shandong, y Hainan. Dos garajes se acaba de terminar en Hangzhou en los últimos dos meses, y otro de 18 actualmente están en construcción como el de hace dos semanas.

## Kandi EV
El Kandi EV es un coche eléctrico citadino con un rango de 120 km (75 mill), y una velocidad superior de 80 km/h (50 mph).

## Kandi EV CarShare
El Kandi EV CarShare es un programa de uso compartido de vehículos en la ciudad de Hangzhou. El sistema funciona solamente con Kandi EV coches totalmente eléctricos, que están disponibles para los clientes en los garajes automatizados que funcionan como máquinas expendedoras. El precio del alquiler es de US $ 3,25 por hora. El arrendamiento está disponible de US $ 130 a US $ 160 por mes, lo que incluye el seguro, el mantenimiento y la alimentación eléctrica a través de intercambio de baterías en los garajes del programa. Entonces, Kandi recarga las baterías en su conveniencia. La opción de arrendamiento, denominado "arrendamiento a largo plazo", está disponible desde 1 hasta 3 contratos de un año.
Kandi Technologies planea hacer 100.000 coches disponibles para los residentes de Hangzhou durante los dos años. También planea expandirse en otras 2-3 ciudades Chinas durante el año 2014.

## Ventas
Un total de 1.215 vehículos eléctricos Kandi fueron vendidos en China durante el primer trimestre de 2014, y un adicional de 4.114 durante el segundo trimestre, lo que representa un crecimiento del 238%, y las ventas totales de 5.329 unidades durante el primer semestre de 2014. El vehículo eléctrico utilizado por Kandi la Kandi EV CarShare también está disponible para el arrendamiento. Kandi EV city car, tenía un precio de 41,517 yuanes ($ 6.317) en 2015. La Asociación China de Fabricantes de Automóviles (CAAM) informó de la venta de 16.376 Kandi EV en 2015. El gobierno ha establecido altas expectativas para el crecimiento de los vehículos eléctricos mercado. El plan es tener cinco millones de vehículos eléctricos e híbridos en los caminos en China en 2020.